# Vanilla Ice
Robert Matthew Van Winkle, mer känd under artistnamnet Vanilla Ice, född 31 oktober 1967 i Dallas i Texas, är en amerikansk hiphop-artist verksam främst under början av 1990-talet med den då nya vågen av hiphop. Hans populäraste hit var Ice Ice Baby som kom att bli mycket spelad.
Hans filmdebut kom 1991 i filmen Teenage Mutant Ninja Turtles II: The Secret of the Ooze, där han framförde Ninja Rap. 1991 var han också med i filmen Cool as Ice. 2012 var han med i filmen That's my boy med Adam Sandler.
Många ansåg att Vanilla Ice tagit introt till Ice Ice Baby från Queens/Bowies låt Under Pressure, då de två låtarnas basslingor är identiska. 
Queen och Bowies representanter hotade med att stämma Vanilla Ice för upphovsrättsbrott, men det hela löstes istället utanför rättsväsendet där Vanilla Ice betalade en okänd summa till de båda artisterna.
Vanilla Ice är idag inte lika framgångsrik som i början av 1990-talet, men har ändå under senare tid turnerat med Offspring, Chuck D från Public Enemy och Insane Clown Posse.